# Michael Scott (judoka)
Michael Scott (ur. 3 listopada 1958) –  nowozelandzki judoka.
Uczestnik mistrzostw świata w 1979. Złoty medalista mistrzostw Oceanii w 1979 i srebrny w 1981. Mistrz kraju w 1977 roku.